# Los objetos amorosos
Los objetos amorosos es una película dramática española de 2016 dirigida y escrita por Adrián Silvestre y protagonizada por Laura Rojas Godoy, Nicole Costa, Diana Agámez, Marco Bomba y Paolo Floris. En 2016 ganó el premio de la Federación Internacional de la Prensa Cinematográfica en el Festival de Cine de Sevilla.

## Sinopsis
Luz es una colombiana que viaja a Italia en busca de un mejor futuro, dejando a su hijo pequeño en su país. En el transcurso de su nueva experiencia conoce a Fran, una mujer con la que decide emprender una nueva aventura en Roma.

## Reparto
- Laura Rojas Godoy
- Nicole Costa
- Diana Agámez
- Marco Bomba
- Paolo Floris
- Andrea Iacovacci
- Marco La Ferla
- Margot Medina
- Maddalena Recino
- Aurora Silva
- Miguel Ángel Tarditti